# Тебис
Тебис (тат. Чүплекүл) — аул в Чановском районе Новосибирской области. Входит в состав Тебисского сельсовета.

## География
Площадь аула — 32 гектара.

## Население
| 2002 | 2007 | 2010 |
| ---- | ---- | ---- |
| 461  | ↗487 | ↘402 |

## Инфраструктура
В ауле по данным на 2007 год функционируют 1 учреждение здравоохранения и 1 учреждение образования.